# Katia Ricciarelliová
Katia Ricciarelliová (celým původním jménem Katiuscia Maria Stella Ricciarelli, * 16. ledna 1946, Rovigo) je italská operní pěvkyně, sopranistka. Vynikala jasným sopránem s čistými pianissimy, který ji předurčoval do lyrických rolí italského nebo francouzského belcantového repertoáru, a v nich byla v 70. letech hvězdou světových scén. Pokusy o zvládnutí těžších partů ale přispěly ke zhoršení kvality jejího hlasu, až musela svou kariéru ukončit. Začala se tedy věnovat filmovému nebo divadelnímu herectví.

## Život
Narodila se do chudých poměrů a vyrostla v Bassanellu s matkou a dvěma staršími sestrami bez otce, který se dobrovolně přihlásil na sovětskou frontu. Vystudovala konzervatoř v Benátkách, vyučoval ji pěvec Iris Adami Corradetti. Zvítězila v soutěži italské asociace operních umělců Aslico v Miláně a na základě toho debutovala v divadle, v říjnu 1969 v Mantově zpívala v Pucciniho Bohémě. O rok později v Parmě vystoupila v Trubadúrovi a její účinkování v Cherubiniho Anakreonovi v Sieně jí přineslo velký úspěch.
V roce 1970 zvítězila ve Verdiho soutěži v Parmě a o rok později v mezinárodní televizní soutěži Voci verdiane (Verdiovské hlasy). O rok později zažila svůj americký debut v Chicagu v roli Lucrezie ve Verdiho opeře I due Foscari. V 70. a 80. letech patřila k nejvyhledávanějším protagonistkám lyrických rolí v italských operách. Dostala se na přední světové scény (1974 – Královská opera Londýn, 1975 – Metropolitní opera New York atd.). V roce 1976 poprvé zpívala v La Scale v Pucciniho Sestře Angelice. Několikrát zpívala také v Československu, např. na festivalech Smetanova Litomyšl nebo Pražské jaro. Vystupovala s Lucianem Pavarottim, José Carrerasem, Plácidem Domingem nebo Ruggerem Raimondim a v Bruselu i s vysněným Mariem del Monakem. Z dirigentů často spolupracovala s Herbertem von Karajanem, Colinem Davisem, Claudiem Abbadem. Karajanovy nahrávky oper s Ricciarelliovou měly velký úspěch, slavný dirigent ji ale na druhou stranu také vedl k těžkým rolím, které poškodily její hlas.
Ten se v 90. letech zhoršil natolik, že se dočkala nejednou nepříznivého přijetí od kritiky i od publika, a postupně proto operní dráhu opustila. Věnovala se písňovému repertoáru nebo lehčím žánrům.
V roce 2001 kandidovala do parlamentu za stranu Evropská demokracie, zvolena ale nebyla. Po roce 2000 hrála také v několika filmech a televizních seriálech (za film La seconda notte di nozze získala Stříbrnou stuhu za výkon ve vedlejší roli) a vystupovala také na činoherní divadelní scéně.
V roce 1986 se vdala za televizního moderátora Pippa Bauda, ale po 18 letech se rozvedli. Žije v Bardolinu u Verony.

## Repertoár
Její repertoár zahrnoval zejména role v italských operách (Verdiho, Pucciniho, Donizettiho, Rossiniho či Belliniho). Zpívala ale také např. Donnu Annu v Mozartově Donu Giovannim, Micaëlu v Bizetově Carmen, Markétku v Gounodově Faustovi a Markétce, Manon ve stejnojmenné opeře Massenetově a další. Z Wagnerových oper nastudovala Elsu v Lohengrinovi. V menší míře, ale přece se věnovala i operetě (Lehárovy operety Eva a Veselá vdova). Věnovala se také bohatě koncertní činnosti.
Za svůj vzor označuje Renatu Tebaldiovou.

## Ohlasy
Její hlas vynikal krásou a jasností, jak napsala Anne Feeneyová, byl to „zářivý lyrický soprán s ojediněle sladkým témbrem“. K jejímu úspěchu ale přispěl i její půvab, světlé vlasy a modré oči. Kritik Michelangelo Zurletti ji v roce 1987 označil za „ideální Desdemonu“, Alan Blyth o ní napsal do Groveova slovníku: „Její živý a vřelý hlas zdůrazňovalo pravdivé a přitažlivé herectví“.
Osvědčila se v lyrických rolích, méně už pak v postavách heroických (Aida, Tosca, Turandot). Její snaha o zvládnutí podobných partů pak vedlo ke zhoršení kvality jejího hlasu ve výškách i středních polohách a k problémům s přesnou intonací.
Složitou pozici měla po celou kariéru na scéně milánské La Scaly. Už od prvního vystoupení tam měla příznivce i odpůrce a v roce 1989 ji publikum vybučelo v roli Luisy Millerové ještě dřív, než začala zpívat. Tehdy proklela diváky přímo z jeviště. Už v roce 1983 se ale dočkala podobné reakce po selhání hlasu v londýnské Covent Garden.
V roce 1994, k 25 letům své umělecké činnosti, obdržela Řád zásluh o Italskou republiku II. stupně (velkodůstojník) a ve Vídni prestižní titul Komorní pěvkyně (Kammersängerin).

## Diskografie
Její zpěv je zaznamenán na velkém množství zvukových i audiovizuálních nahrávek. Ze studiových operních kompletů jsou to např. (vždy hlavní role):
- G. Puccini: Sestra Angelika, RCA, 1972
- G. Verdi: Simon Boccanegra (s Pierem Cappuccillim, Plácidem Domingem, Ruggerem Raimondim), RCA, 1973
- Ch. Gounod: Faust (s José Carrerasem a Hermannem Preyem, dir. Herbert von Karajan), Deutsche Grammophon, [1977]
- G. Puccini: Bohéma (s Carrerasem, dir. Colin Davis), DECCA, 1979
- G. Verdi: Luisa Millerová (s Domingem, Renato Brusonem, Jelenou Obrazcovovou, dir. Lorin Maazel), Deutsche Grammophon, [1979]
- G. Verdi: Trubadúr (s Carrerasem, Jurijem Mazurokem, dir. Davis), DECCA, 1980
- G. Puccini: Tosca (s Carrerasem, Raimondim, dir. Karajan), Deutsche Grammophon, 1981
- G. Verdi: Aida (s Domingem, Obrazcovovou, Nikolajem Giaurovem, dir. Claudio Abbado), Deutsche Grammophon, 1981
- G. Puccini: Turandot (s Domingem, Barbarou Hendricksovou, Raimondim, dir. Karajan), Deutsche Grammophon, [1981]
- G. Verdi: Don Carlos (s Domingem, Raimondim, Lucií Valentiniovou Terraniovou, dir. Abbado), Deutsche Grammophon, 1983
- G. Verdi: Nápoj lásky (s Carrerasem, Leo Nuccim), Philips, 1984
- A. Boito: Mefistofeles (s Raimondim, Carrerasem, dir. Abbado), Deutsche Grammophon, 1987

Nahrána je také celá řada záznamů jevištních představení, nebo např. jejích účinkování v sólových partech církevních kompozic. Feeneyová vyzdvihuje její výkon v kompletní nahrávce opery Jezerní paní (Sony).
Z audiovizuálních nahrávek se vymyká Verdiho Otello, ve kterém po boku Plácida Dominga ztvárnila Desdemonu ve filmové režii Franca Zeffirelliho.
Po roce 1995 je její hlas zaznamenán na několika cross-overových nahrávkách (např. na Quartetto d'archi zpěváka a kytaristy Edoarda Bennata nebo na nahrávkách smyčcového kvarteta Solis).